# Староакбулатово (Мишкинский район)
Староакбулатово (баш. Иҫке Аҡбулат) — деревня в Мишкинском районе Республики Башкортостан Российской Федерации. Входит в состав Акбулатовского сельсовета.

## История
Основан предположительно в 17-18 веке марийскими беженцами,бежавших от царской власти на восток.По легенде деревня была основана Акбулатом,братья которого позже основали другие деревни в районе.

## География

### Географическое положение
Расстояние до:
- районного центра (Мишкино): 6 км,
- центра сельсовета (Новоакбулатово): 4 км,
- ближайшей ж/д станции (Загородная): 125 км.

## Население
| 2002 | 2009 | 2010 |
| ---- | ---- | ---- |
| 167  | ↘157 | ↘151 |

Национальный состав
Согласно переписи 2002 года, преобладающая национальность — марийцы (87 %).